# Pavel Durdík
Pavel Durdík (23. května 1843 Hořice – 17. srpna 1903 Jaroměř) byl český lékař, cestovatel a spisovatel. Věnoval se také etnografii, publikační a překladatelské činnosti.

## Život
Narodil se v Hořicích Aloisi Durdíkovi a jeho ženě Marii. Pavlovým rodičům se narodilo celkem 15 dětí, 11 z nich se dožilo dospělosti. Pavel Durdík měl sedm bratrů a tři sestry. Rodina Durdíkova patřila mezi staré hořické rody, které se hlásily k evangelické víře. Devět z jedenácti dětí, které se dožily dospělosti, dosáhlo solidního vzdělání. V letech 1853–1861 navštěvoval gymnázium v Hradci Králové. Po ukončení gymnázia studoval lékařství na pražské univerzitě. Studia úspěšně ukončil roku 1867. Poté studoval ještě krátkou dobu na Lipské univerzitě.
Důležitou roli v životě Pavla Durdíka sehrála myšlenka slavjanofilství, kterou pod vlivem doznívajícího národního obrození přijal. V roce 1868 se vydal na Ukrajinu a do Ruska. V Jagotíně (u Kyjeva) se stal osobním lékařem knížete Repnina. V této době započal svou publikační a osvětovou činnost. Do ruských novin psal o životě a kultuře v Čechách, články byly často kritické a útočné. Z tohoto důvodu začal publikovat pod pseudonymem A. F. Balan. Pobyt v Rusku mu umožnil poznat tamější život, díky čemuž záhy začal kritizovat myšlenku slavjanofilství. Vzhledem k tomu, že mu v Rusku nebyl uznán lékařský diplom, musel se v Moskvě podrobit novým zkouškám. Následně se stal ředitelem nemocnice v Serpuchově u Moskvy na statcích Orlova Davydova. V Rusku se věnoval studiu ruské literatury a umění. Přispíval články do Národních listů, Osvěty a do Časopisu lékařů českých.
Poté, co se vrátil do Čech, začal se sbližovat s vlasteneckou společností. Byl stržen zájmem o poznávání vzdálených zemí a rozhodl se cestovat. Vstoupil do holandských koloniálních vojsk v Holandské Východní Indii (dnešní Indonésie), aby zde působil jako lékař a etnograf. Z Čech odjel roku 1877 do Batávie (dnešní Jakarta), kde setrval dva měsíce a poté byl poslán do Padangu na Západní Sumatře. Odtud se dále přesunul na bojiště v Acehu na severu Sumatry. Sympatizoval s domorodci, kteří primitivními zbraněmi bránili před kolonizací svou zemi (tzv. acežsko-holandská válka). Po 18 měsících v této oblasti onemocněl Pavel Durdík silnou malárií, ze které se léčil na Západní Sumatře. Po vyléčení se znovu vrátil na bojiště. Durdík se zde věnoval i etnografii – studoval život místních obyvatel, jejich kulturu i jazyk. S obyvateli se seznamoval právě díky své profesi lékaře – poskytoval domorodcům léky, očkoval je a dával jim lékařské rady. Po ukončení služby byl odeslán na ostrov Nias (u západního pobřeží Sumatry), i zde pokračoval v etnografickém zkoumání. Po necelých šesti letech se Pavel Durdík s podlomeným zdravím vrátil domů. 
Po návratu žil v Praze u své sestry. Lékařské profese zanechal, neboť byl již finančně zajištěn. Místo lékařské praxe se věnoval přednášení, překladatelské a publikační činnosti a spisovatelství. Do zahraničí se vydal ještě dvakrát, a to v roce 1888 do Ženevy a v roce 1894 do Španělska. Jednalo se o krátké pobyty.
Ke konci života se Pavel Durdík odstěhoval do Jaroměře. Etnografické sbírky odkázal Náprstkovu muzeu v Praze, kde jsou uloženy dodnes. V roce 1901 ho ranila mrtvice a ochrnula mu pravá polovina těla. O dva roky později, na následky druhé mrtvice, zemřel. O úmrtí informovaly Národní listy. Pohřben byl na Olšanských hřbitovech.

## Dílo

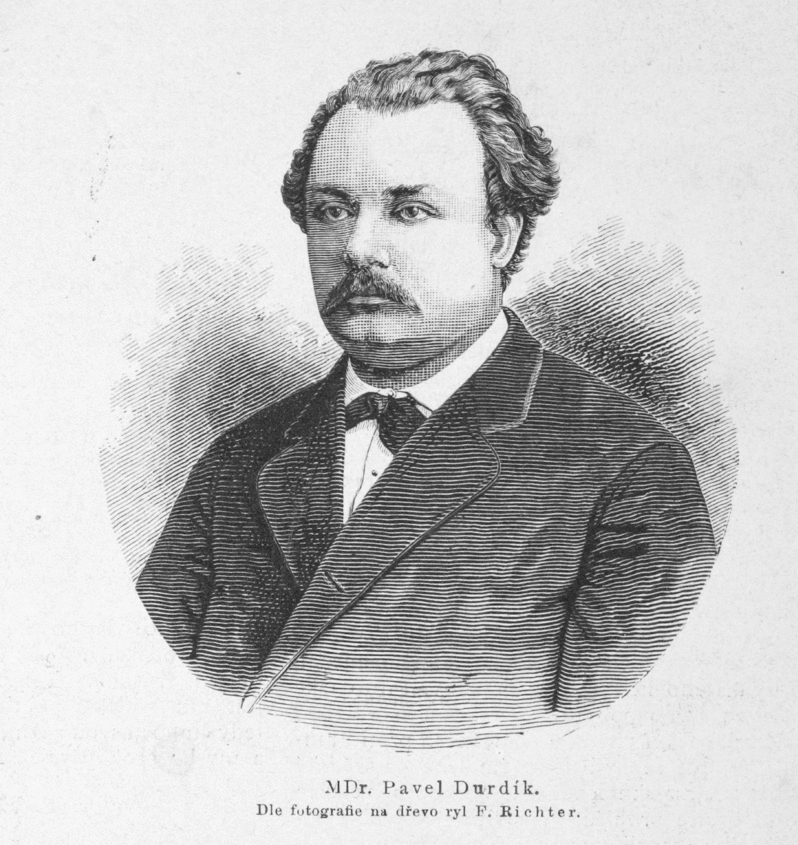
Durdík na kresbě F. Richtera z roku 1883

Pavel Durdík po návratu z ciziny působil jako spisovatel a překladatel. Psal především cestopisy a odborné časopisecké články. Pro tvorbu mu byly inspirací právě jeho zážitky z cest.
V 80. letech 19. století začaly vycházet Durdíkovy knihy – Pět let na Sumatře (1893), Příroda a zvířata na Sumatře (1894), U lidožroutů (1897), Manželství v tropech (1902), O domácím životě Niasovců (1884), Zápasy s býky (1895). V těchto knihách shrnul své zkušenosti a poznámky.
Jeho díla se vyznačovala vybroušeným jazykem, výbornými schopnostmi vylíčit vše potřebné, překrásné barvité obrazy z exotické přírody a popsat vlastní příhody a dobrodružství bohatého života v tropech a v cizích vojenských službách. V knihách nechyběly Durdíkovy ilustrace.
Publikoval v časopisech Osvěta, Zlatá Praha, Květy, Světozor, Lumír a Ženevské listy. V těchto časopisech publikoval své zkušenosti a zážitky z cest.
Mimo publikační činnosti se Pavel Durdík věnoval také překladatelství ruské literatury – překládal především Gogola, Tolstého, Turgeněva a Ostrovského. Věnoval se i překladu vybraných dramat Čechova a Gogola. S Tolstým si i dopisoval. „... výstižnými essayemi a články učinil pro literaturu ruskou v českém rouše aspoň tolik po druhé straně, co vykonal po jedné svými mistrovskými překlady.“ Durdíkova překladatelská činnost se soustředila nejen na ruskou, ale i na holandskou literaturu.
Překladatelská a spisovatelská tradice nebyla v rodině Durdíků vzácností. Pavlův bratr Josef se zajímal o poezii, středem jeho zájmu byla poezie lorda Byrona. Bratr Alois byl známý jako spisovatel a překladatel poezie z ruštiny, především Někrasova a Lermontova. Bratr Petr se stal váženým překladatelem nejen z ruštiny, ale i z řečtiny.

## Próza
- Turgeněv a paní Viardotová (1891) – vydáno vlastním nákladem[8]
- Pět let na Sumatře (1893) – P. Durdík seznamuje čtenáře s boji Holanďanů s Atčíňany, kniha je doplněna obrázky.[6]
- U lidožroutů: Obrázky ze severní Sumatry (1897) – Vyprávění o batackém plemeni, do jehož kultury patří lidožroutství. Autor seznamuje čtenáře se životem v kmeni, podřízenosti žen mužům atd.[9]
- Láska v tropech (1901)[10]
- Manželství v tropech a u nás (1902)[11]
- Zápasy s býky: Dojmy a obrazy ze Španělska (1896) – P. Durdík píše mimo jiné o španělské kultuře, spanilosti místních žen a krvavých býčích zápasech.[12]

## Překlady
- Šlechtické hnízdo (1886) – překlad románu I. S. Turgeněva[13]
- Paní Majorka (1887) – překlad dramatu I. V. Špažinského[14]
- Smrt Ivana Iljiče (1887) – překlad povídky L. N. Tolstého[15]
- Starý pán (1888) – překlad komedie Al. J. Palma[16]
- Chytrák nad chytráky (1889) – překlad komedie V. J. Krylova[17]
- V obležení (1890) – překlad komedie V. J. Krylova[18]